# Anabel Hernández
Anabel Hernández García (1971) è una giornalista e scrittrice messicana, nota per il suo giornalismo investigativo sui trafficanti messicani droga e sulla presunta collusione tra funzionari del governo degli Stati Uniti e i signori della droga. Ha anche scrittro sul lavoro da schiavi, sullo sfruttamento sessuale e sull'abuso del potere del governo. Ha vinto il Golden Pen of Freedom Award nel 2012, assegnato ogni anno dalla World Association of Newspapers and News Publishers..
Vive a Berkeley, in California, con i suoi due figli e una borsa di studio in Investigative Reporting presso l'Università della California,  Berkeley Graduate School of Journalism.

## Biografia
Anabel Hernández è nata nel 1971 e voleva diventare avvocato sin da quando era bambina.Si è invece laureata in Scienze della Comunicazione presso l'Universidad del Valle de México.
Nel 1993, a 21 anni, Hernández ha cominciato a lavorare al quotidiano Reforma mentre ancora studiava. Al giornale era responsabile delle notizie locali e ha imparato a raccogliere informazioni direttamente da fonti di strada. La sua prima storia in prima pagina riguardava le frodi elettorali a Città del Messico. Tre anni dopo, Hernández rimase incinta del suo primo figlio e smise di lavorare in quel giornale. Nel 1999 ha iniziato a collaborare prima al quotidiano Milenio e poi a El Universal, e al supplemento investigativo  La Revista, costretta in seguito a lasciarli presumibilmente a causa di pressioni indirette del governo sulla proprietà dei giornali per censurare il suo lavoro.

### Prima indagine
Il 5 dicembre 2000, Hernández ha ricevuto una telefonata da sua madre che le diceva come suo padre non fosse tornato a casa la sera prima. Hernández e i membri della famiglia hanno iniziato la ricerca chiamando prima gli ospedali locali. Quel pomeriggio, la famiglia ha chiamato una stazione radio per denunciare la scomparsa dell'auto del signor Hernández. Qualcuno ha chiamato la radio dicendo di averla trovata, quindi il fratello maggiore di Anabel è andato nel luogo in cui era stata trovata la vettura. All'interno dell'auto c'era una delle scarpe del signor Hernández e il bagagliaio era macchiato di sangue. Quella notte la famiglia Hernández ha capito che il signor Hernández era morto. Il corpo è stato poi trovato sdraiato su un'autostrada a Tultitlan, un comune fuori Città del Messico.
La polizia di Città del Messico avrebbe affermato che avrebbe indagato solo se fosse stata pagata, cosa che la famiglia ha rifiutato di fare. Da allora Hernández impiega due guardie del corpo per la sua protezione.

## Carriera
Hernández collabora come giornalista alla pubblicazione online Reporte Indigo e alla rivista Proceso. In precedenza ha scritto per i quotidiani nazionali Reforma, El Universal e la sua rivista supplementare La Revista.
Il suo editoriale, "Il potere perverso del silenzio", sull'importanza della libertà di stampa in Messico è stato incluso nella pubblicazione della Giornata mondiale della libertà di stampa 2012.  Nell'editoriale scrive: "Se rimaniamo in silenzio uccidiamo la libertà, la giustizia e la possibilità che una società armata di informazione possa avere il potere di cambiare la situazione che ci ha portato a questo punto".

### Toallagate
Nel 2001, Hernández, mentre lavorava al Milenio, fece scalpore scrivendo della "stravaganza" con cui il candidato presidenziale vincitore, Vicente Fox, aveva decorato il suo alloggio personale utilizzando fondi pubblici, mentre faceva campagna elettorale parlando di "austerità economica". Il giornale pubblicò anche le note spese del governo del presidente Vicente Fox per la ristrutturazione delle cabine presidenziali. Dall'indagine ufficiale emersero costi eccessivi, acquisti per i quali non c'erano ordini, nomi e numeri di telefono di aziende che avevano addebitato costi che non esistevano. In Messico lo scandalo divenne noto come "Toallagate". Per i suoi reportage, Hernández vinse nel 2002 il Premio nazionale messicano per il giornalismo.

### Denunce del traffico di droga

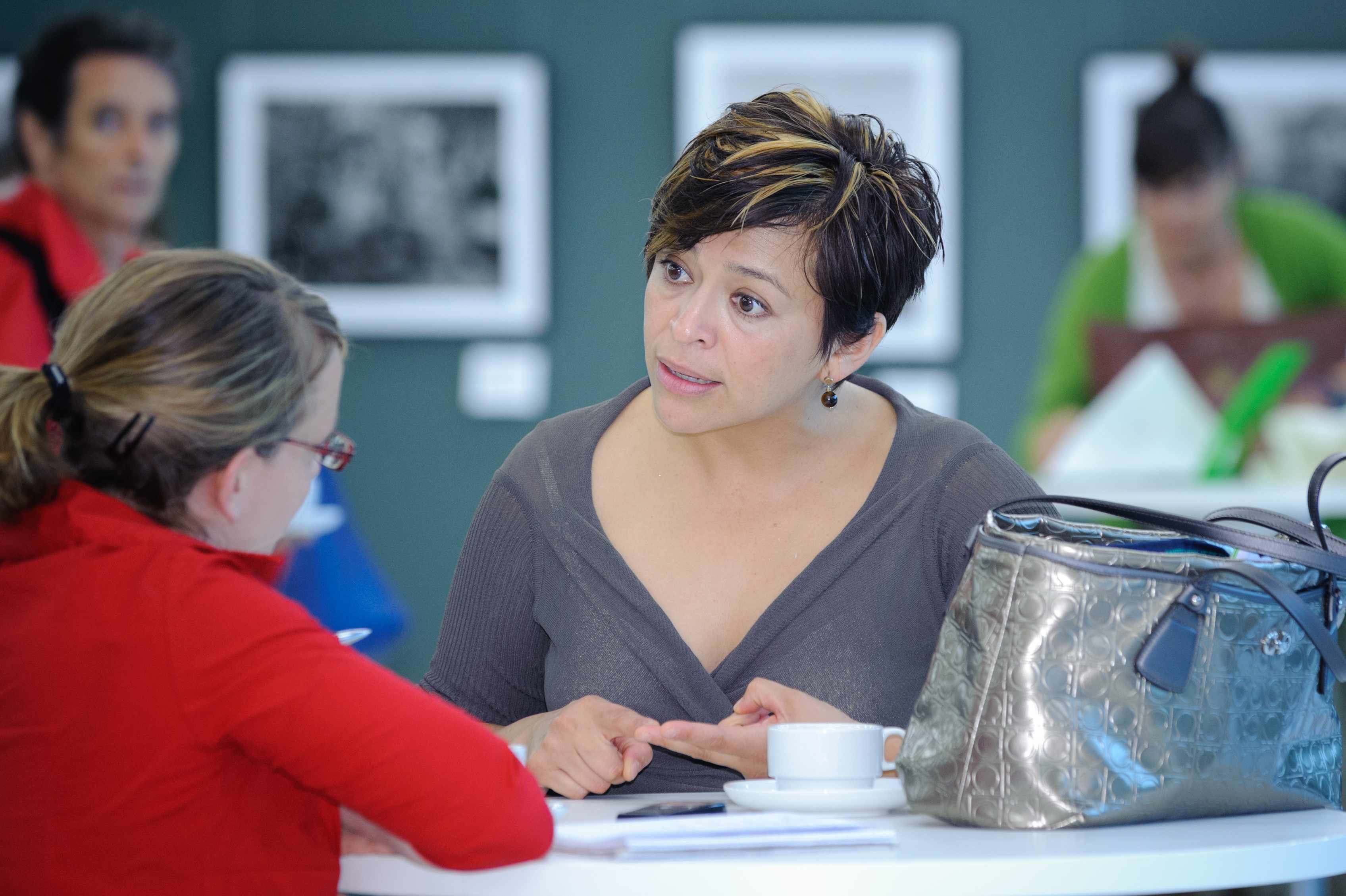
Ad un evento pubblico a Città del Messico, 2011

Nel 2010, dopo un periodo di ricerca durato cinque anni, Hernández pubblicò Los Señores del Narco.  Il libro ha venduto oltre 100.000 copie; Hernández ha sostenuto che la sua popolarità era indice della mancanza di informazioni sul traffico di droga in Messico.  I giornalisti venivano  uccisi ogni anno dall'inizio della guerra alla droga.
Secondo Hernández, la complicità del governo, della polizia, dell’esercito, dell’economia e della finanza rende possibile il potere dei cartelli della droga e dei loro affari.  Ha affermato che, sotto il presidente Vicente Fox, il rapporto tra i cartelli e il governo è cambiato quando Fox si è schierato con il cartello di Sinaloa lasciando che Joaquín "El Chapo" Guzmán scappasse di prigione nel 2001. Il suo libro ha descritto in dettaglio come le autorità messicane si siano schierate nelle lotte intestine dei cartelli della droga.
Ha anche scritto della presunta relazione tra il governo messicano e gli agenti degli Stati Uniti e dell'impatto che apparentemente ha avuto sulla guerra alla droga messicana, compreso l'inizio del traffico di metanfetamine da parte del cartello di Sinaloa.
Hernández ha ricevuto numerose minacce di morte dallo stesso governo messicano da quando scritto sui cartelli della droga ed è sotto protezione. Ha detto al Narco News Bulletin: "Un giornalista che deve camminare con le guardie del corpo è motivo di imbarazzo per qualsiasi nazione. Temo costantemente per la mia salute e per quella della mia famiglia, ma la paura non fa altro che spingermi e farmi sapere che sto lavorando nella strada giusta".  Ha anche scritto in una pubblicazione sulla Giornata mondiale della libertà di stampa nel 2012: "Il silenzio sta uccidendo uomini, donne e bambini... e sta uccidendo giornalisti. Ma rompere il silenzio può anche essere mortale".

### Critiche al governo Calderón
Il suo libro del 2013 México en llamas: el legado de Calderón è un'indagine sulla corruzione del governo e sulle accuse di complicità politica durante il periodo della presidenza di Felipe Calderón.

## Vita privata
Hernández è madre di due figli.

## Opere
- La familia presincial: el gobierno del cambio bajo sospecha de corrupción, 2005
- Fin de fiesta en los pinos, 2006
- Los Cómplices del Presidente, 2010
- Los Señores del Narco, 2010
- México en Llamas: El legado de Calderón, 2012
- La verdadera noche de Iguala. La historia que el gobierno trató de ocultar, 2916
- Il traditore. El diario secreto del hijo del Mayo, 2019 ("Il figlio di Mayo" è Vicente Zambada Niebla, figlio del leader del cartello di Sinaloa Ismael "El Mayo" Zambada)
- Emma y las otras señoras del narco, 2021

## Premi
- 2002 - ha vinto il premio nazionale di giornalismo (Premio Nacional de Periodismo) dell'Associazione messicana dei giornalisti, Club de Periodistas de México.
- 2012 - ha ricevuto il Golden Pen of Freedom Award della World Association of Newspapers (WAN) per il suo giornalismo investigativo.
- 2014 - nominata "Eroe della libertà di stampa" da Reporter senza frontiere.[18]
- 2014 - ha ricevuto l'Hans Verploeg Memorial Fund Award per il giornalismo eroico ad Amsterdam dall'Unione olandese dei giornalisti.
- 2017 - insignita della Legion d'Onore dall'ambasciatore francese in Messico, Anne Grillo.[19]
- 2018 - ha vinto il premio giornalistico internazionale Premio Reporteros del Mundo del quotidiano spagnolo El Mundo.[20]
- 2019 - ha ricevuto il Deutsche Welle Freedom of Speech Award.